# Le Rialet
Le Rialet est une commune française située dans le sud-est du département du Tarn, en région Occitanie. Sur le plan historique et culturel, la commune est dans la Montagne Noire, un massif montagneux constituant le rebord méridional du Massif central.
Exposée à un climat océanique altéré, elle est drainée par le ruisseau de Rieugrand et par divers autres petits cours d'eau. Incluse dans le parc naturel régional du Haut-Languedoc, la commune possède un patrimoine naturel remarquable composé de deux zones naturelles d'intérêt écologique, faunistique et floristique.
Le Rialet est une commune rurale qui compte 63 habitants en 2022, après avoir connu un pic de population de 505 habitants en 1836. Elle fait partie de l'aire d'attraction de Castres. Ses habitants sont appelés les Rialetois ou  Rialetoises.

## Géographie

### Localisation
Petite commune du Massif central, perchée à 700 mètres d'altitude, est située dans l'arrondissement de Mazamet-Nord-Est, à la limite du canton de Brassac, à l'est de Boissezon, au nord du Vintrou et près d'Anglès. Le Rialet fait partie de la communauté d'agglomération Castres-Mazamet.
Le village est traversé par la route d'Anglès à Mazamet (à 15 km).
La situation géographique du village du Rialet l'a maintenu isolé de l'activité de la vallée. On lit ainsi dans le dictionnaire historique et géographique du Tarn, paru en 1862, qu'à cette époque « on ne peut y accéder qu'à dos de mulet ».

### Communes limitrophes
Les communes limitrophes sont  Boissezon, Cambounès, Lasfaillades, Le Vintrou et Pont-de-Larn.
|              | Cambounès  |              |
| Boissezon    | du Rialet  | Lasfaillades |
| Pont-de-Larn | Le Vintrou |              |

### Hydrographie
La commune est dans le bassin de la Garonne, au sein du bassin hydrographique Adour-Garonne. Elle est drainée par le ruisseau de Rieugrand, Rieu de l'Ego, le ruisseau de Fonteminal et le ruisseau du Verdet, qui constituent un réseau hydrographique de 7 km de longueur totale,.

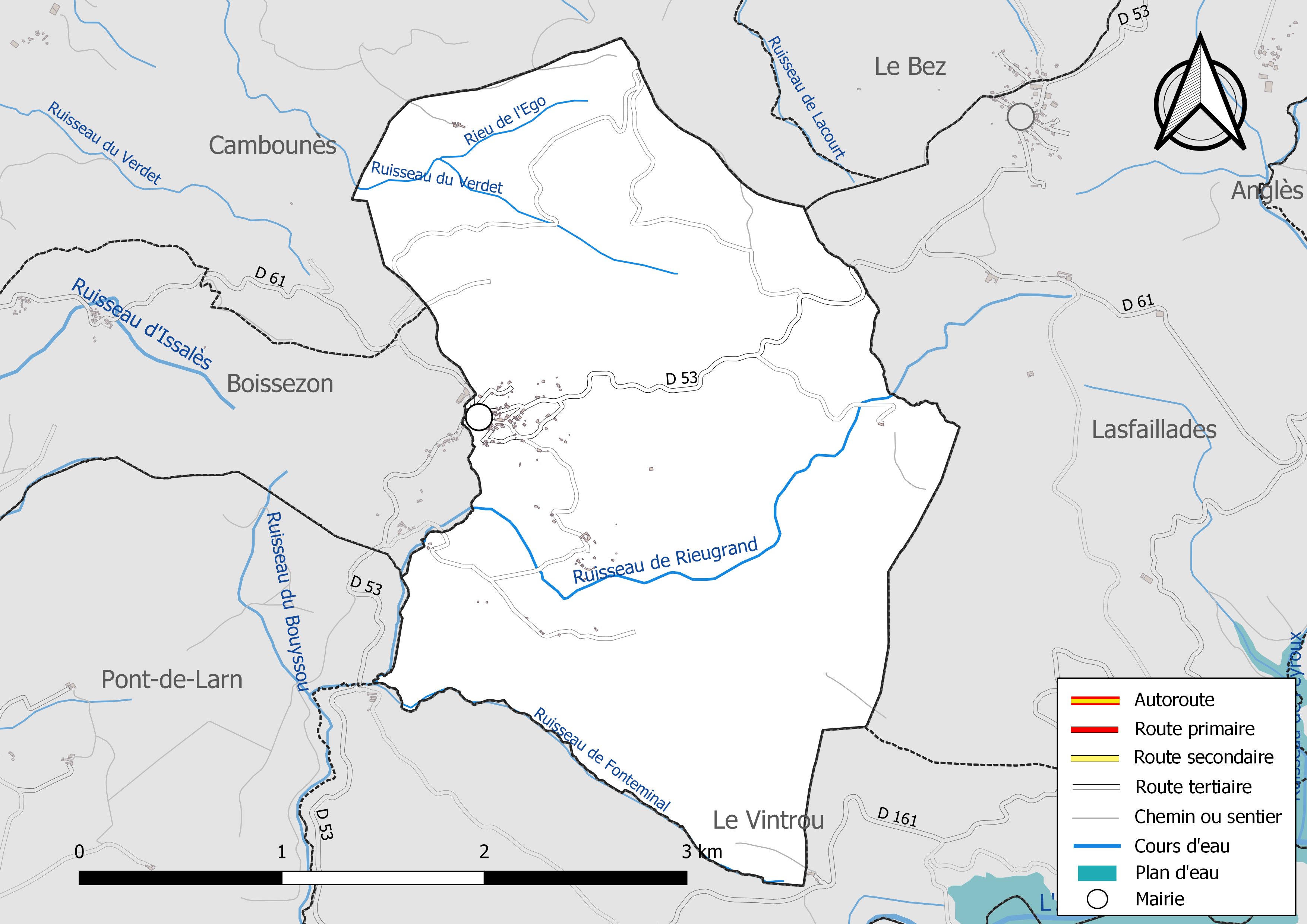
Réseaux hydrographique et routier duRialet.

### Climat
Pour des articles plus généraux, voir Climat de l'Occitanie et Climat du Tarn.
En 2010, le climat de la commune est de type climat océanique altéré, selon une étude du Centre national de la recherche scientifique s'appuyant sur une série de données couvrant la période 1971-2000. En 2020, Météo-France publie une typologie des climats de la France métropolitaine dans laquelle la commune est toujours exposée à un climat océanique altéré et est dans une zone de transition entre les régions climatiques « Aquitaine, Gascogne » et « Provence, Languedoc-Roussillon ».
Pour la période 1971-2000, la température annuelle moyenne est de 10,4 °C, avec une amplitude thermique annuelle de 14,9 °C. Le cumul annuel moyen de précipitations est de 1 038 mm, avec 11,8 jours de précipitations en janvier et 6,8 jours en juillet. Pour la période 1991-2020, la température moyenne annuelle observée sur la station météorologique de Météo-France la plus proche, « Mazamet », sur la commune de Mazamet à 11 km à vol d'oiseau, est de 11,4 °C et le cumul annuel moyen de précipitations est de 1 179,1 mm. 
La température maximale relevée sur cette station est de 37,8 °C, atteinte le 26 août 2010 ; la température minimale est de −21,5 °C, atteinte le 16 janvier 1985,,.
Les paramètres climatiques de la commune ont été estimés pour le milieu du siècle (2041-2070) selon différents scénarios d'émission de gaz à effet de serre à partir des nouvelles projections climatiques de référence DRIAS-2020. Ils sont consultables sur un site dédié publié par Météo-France en novembre 2022.

### Milieux naturels et biodiversité

#### Espaces protégés
La protection réglementaire est le mode d’intervention le plus fort pour préserver des espaces naturels remarquables et leur biodiversité associée,.
La commune fait partie du parc naturel régional du Haut-Languedoc, créé en 1973 et d'une superficie de 307 184 ha, qui s'étend sur 118 communes et deux départements. Implanté de part et d’autre de la ligne de partage des eaux entre Océan Atlantique et mer Méditerranée, ce territoire est un véritable balcon dominant les plaines viticoles du Languedoc et les étendues céréalières du Lauragais,

#### Zones naturelles d'intérêt écologique, faunistique et floristique

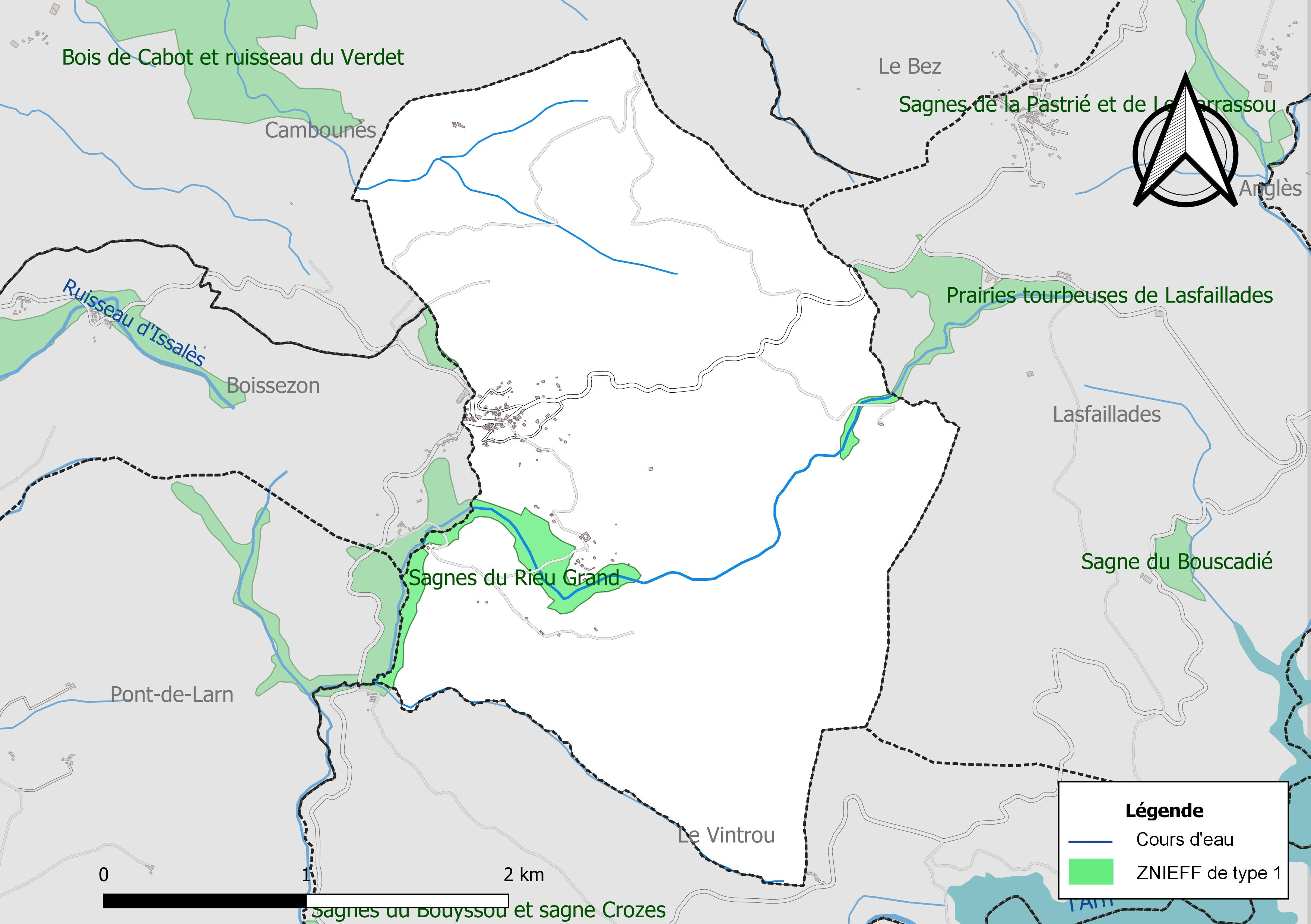
Carte des ZNIEFF de type 1 localisées sur la commune.

L’inventaire des zones naturelles d'intérêt écologique, faunistique et floristique (ZNIEFF) a pour objectif de réaliser une couverture des zones les plus intéressantes sur le plan écologique, essentiellement dans la perspective d’améliorer la connaissance du patrimoine naturel national et de fournir aux différents décideurs un outil d’aide à la prise en compte de l’environnement dans l’aménagement du territoire.
Deux ZNIEFF de type 1 sont recensées sur la commune :
les « prairies tourbeuses de Lasfaillades » (23 ha), couvrant 2 communes du département, et 
les « sagnes du Rieu Grand » (54 ha), couvrant 4 communes du département.

## Urbanisme

### Typologie
Au 1er janvier 2024, Le Rialet est catégorisée commune rurale à habitat très dispersé, selon la nouvelle grille communale de densité à sept niveaux définie par l'Insee en 2022.
Elle est située hors unité urbaine. Par ailleurs la commune fait partie de l'aire d'attraction de Castres, dont elle est une commune de la couronne,. Cette aire, qui regroupe 55 communes, est catégorisée dans les aires de 50 000 à moins de 200 000 habitants,.

### Occupation des sols
L'occupation des sols de la commune, telle qu'elle ressort de la base de données européenne d’occupation biophysique des sols Corine Land Cover (CLC), est marquée par l'importance des forêts et milieux semi-naturels (81,1 % en 2018), une proportion sensiblement équivalente à celle de 1990 (81,4 %). La répartition détaillée en 2018 est la suivante : 
forêts (75,2 %), zones agricoles hétérogènes (18,9 %), milieux à végétation arbustive et/ou herbacée (5,9 %). L'évolution de l’occupation des sols de la commune et de ses infrastructures peut être observée sur les différentes représentations cartographiques du territoire : la carte de Cassini (XVIIIe siècle), la carte d'état-major (1820-1866) et les cartes ou photos aériennes de l'IGN pour la période actuelle (1950 à aujourd'hui).

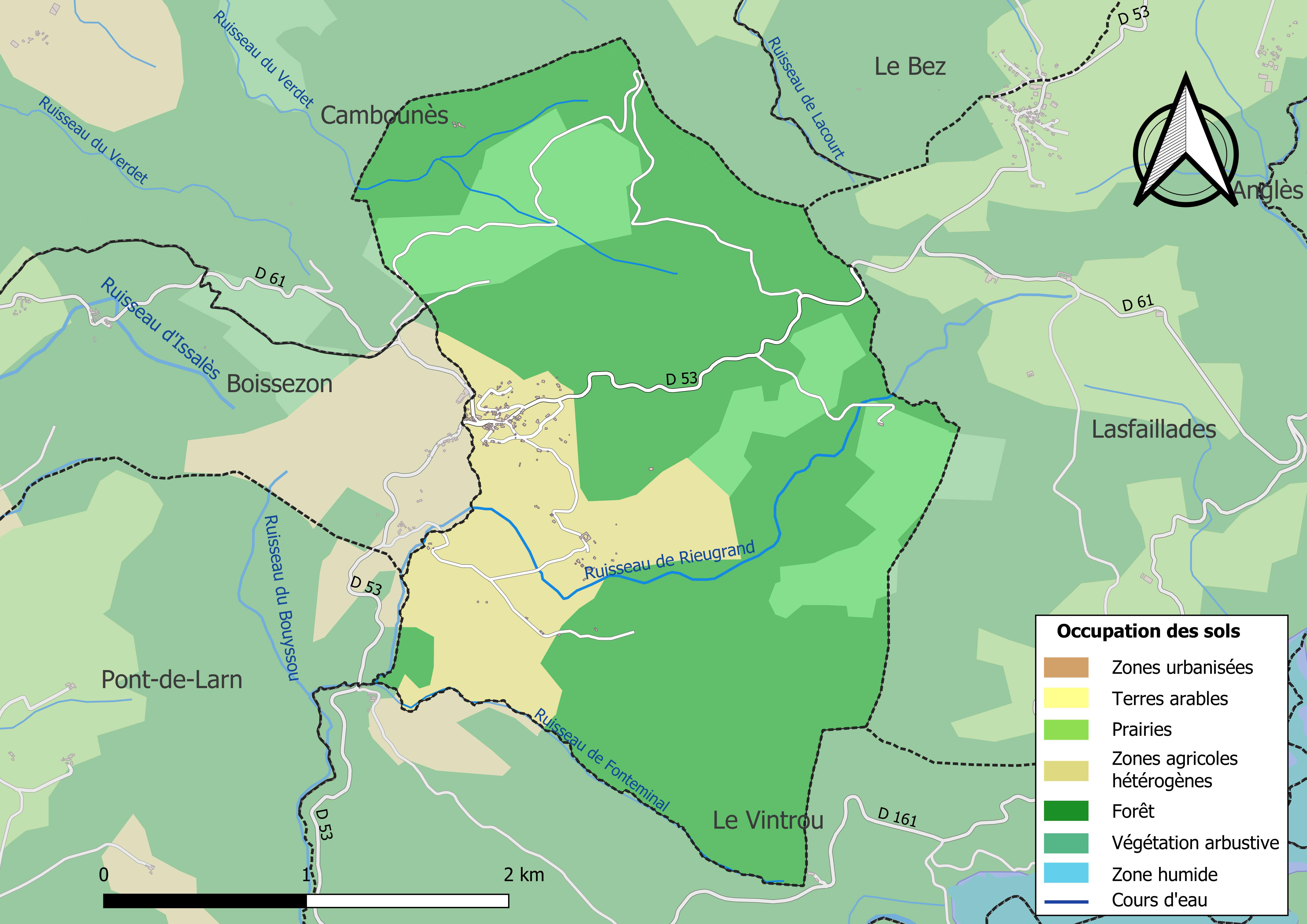
Carte des infrastructures et de l'occupation des sols de la commune en 2018 (CLC).

### Risques majeurs
Le territoire de la commune du Rialet est vulnérable à différents aléas naturels : météorologiques (tempête, orage, neige, grand froid, canicule ou sécheresse), inondations, feux de forêts, mouvements de terrains et séisme (sismicité très faible). Il est également exposé à un risque technologique, le transport de matières dangereuses, et à un risque particulier : le risque de radon. Un site publié par le BRGM permet d'évaluer simplement et rapidement les risques d'un bien localisé soit par son adresse soit par le numéro de sa parcelle.

#### Risques naturels
Certaines parties du territoire communal sont susceptibles d’être affectées par le risque d’inondation par débordement de cours d'eau, notamment La cartographie des zones inondables en ex-Midi-Pyrénées réalisée dans le cadre du XIe Contrat de plan État-région, visant à informer les citoyens et les décideurs sur le risque d’inondation, est accessible sur le site de la DREAL Occitanie. La commune a été reconnue en état de catastrophe naturelle au titre des dommages causés par les inondations et coulées de boue survenues en 1982 et 1999,.
Le Rialet est exposée au risque de feu de forêt. En 2022, il n'existe pas de Plan de Prévention des Risques incendie de forêt (PPRif). Le débroussaillement aux abords des maisons constitue l’une des meilleures protections pour les particuliers contre le feu,.

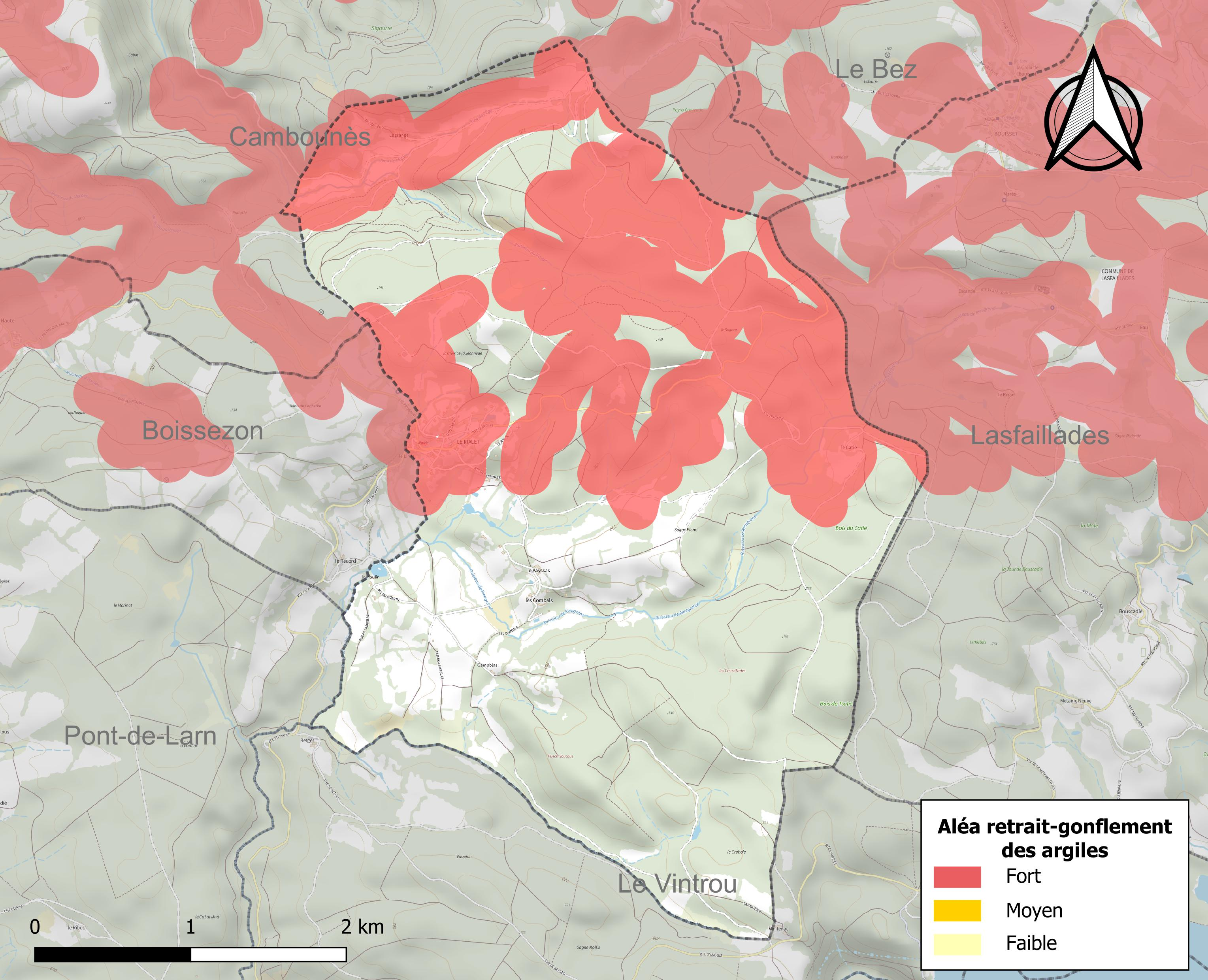
Carte des zones d'aléa retrait-gonflement des sols argileux du Rialet.

La commune est vulnérable au risque de mouvements de terrains constitué principalement du retrait-gonflement des sols argileux. Cet aléa est susceptible d'engendrer des dommages importants aux bâtiments en cas d’alternance de périodes de sécheresse et de pluie. 38,9 % de la superficie communale est en aléa moyen ou fort (76,3 % au niveau départemental et 48,5 % au niveau national). Sur les 85 bâtiments dénombrés sur la commune en 2019, 64 sont en aléa moyen ou fort, soit 75 %, à comparer aux 90 % au niveau départemental et 54 % au niveau national. Une cartographie de l'exposition du territoire national au retrait gonflement des sols argileux est disponible sur le site du BRGM,.
Par ailleurs, afin de mieux appréhender le risque d’affaissement de terrain, l'inventaire national des cavités souterraines permet de localiser celles situées sur la commune.

#### Risques technologiques
Le risque de transport de matières dangereuses sur la commune est lié à sa traversée par des infrastructures routières ou ferroviaires importantes ou la présence d'une canalisation de transport d'hydrocarbures. Un accident se produisant sur de telles infrastructures est susceptible d’avoir des effets graves sur les biens, les personnes ou l'environnement, selon la nature du matériau transporté. Des dispositions d’urbanisme peuvent être préconisées en conséquence.

#### Risque particulier
Dans plusieurs parties du territoire national, le radon, accumulé dans certains logements ou autres locaux, peut constituer une source significative d’exposition de la population aux rayonnements ionisants. Certaines communes du département sont concernées par le risque radon à un niveau plus ou moins élevé. Selon la classification de 2018, la commune du Rialet est classée en zone 3, à savoir zone à potentiel radon significatif.

## Toponymie
En occitan, rialet signifie "petit ruisseau", avec le suffixe diminutif "-et".

## Histoire
Sur le plan historique, on relève essentiellement la place qu'a jouée la région du Rialet pendant la Seconde Guerre mondiale. La région du Rialet a abrité en 1944 un foyer de résistance connu sous le nom de Corps franc du Sidobre. En mesure de rétorsion à cette résistance locale, les Allemands ont brûlé les métairies de Sagne Plane et du Catié.
Le 12 août 1944, une escarmouche eut lieu au Rialet entre des hommes du corps franc et deux pelotons allemands. Les maquisards attaquèrent le détachement allemand qui fut contraint de prendre la fuite, en laissant derrière lui un soldat allemand blessé. Ce soldat, touché au bras, fut soigné par des habitants du Rialet.
C'est en voulant récupérer ce soldat blessé que des Allemands dépêchés le même jour depuis Mazamet furent attaqués à leur tour, occasionnant un mort et plusieurs blessés.
Averti de cette deuxième attaque dans la même journée, le poste de commandement allemand de Mazamet dépêcha un détachement militaire composé de plusieurs petits blindés. Le village du Rialet fut intégralement évacué de ses habitants pour être incendié, en représailles à ces attaques. Finalement les Allemands se ravisèrent, sur l'insistance du maire et du curé du Rialet qui firent valoir les traitements décents qui avaient été prodigués aux blessés.

## Politique et administration
| Période                                  | Période  | Identité                | Étiquette | Qualité                                            |
| ---------------------------------------- | -------- | ----------------------- | --------- | -------------------------------------------------- |
| mars 2008                                | En cours | Michel Castan           |           | Agriculteur Président de la Communauté de communes |
| mars 2001                                | 2008     | Francis Bouzac          |           |                                                    |
| juin 1995                                | 2001     | Jacques Berry           |           |                                                    |
| 1971                                     | 1995     | Bernard-Norbert Raynaud | DVG       |                                                    |
| 1934                                     | 1971     | François Berry          |           |                                                    |
| Les données manquantes sont à compléter. |          |                         |           |                                                    |

## Démographie
| 1793 | 1800 | 1806 | 1821 | 1831 | 1836 | 1841 | 1846 | 1851 |
| ---- | ---- | ---- | ---- | ---- | ---- | ---- | ---- | ---- |
| 350  | 276  | 364  | 413  | 484  | 505  | 485  | 479  | 451  |

| 1856 | 1861 | 1866 | 1872 | 1876 | 1881 | 1886 | 1891 | 1896 |
| ---- | ---- | ---- | ---- | ---- | ---- | ---- | ---- | ---- |
| 400  | 389  | 392  | 366  | 365  | 366  | 331  | 286  | 250  |

| 1901 | 1906 | 1911 | 1921 | 1926 | 1931 | 1936 | 1946 | 1954 |
| ---- | ---- | ---- | ---- | ---- | ---- | ---- | ---- | ---- |
| 236  | 239  | 241  | 195  | 173  | 185  | 173  | 136  | 110  |

| 1962 | 1968 | 1975 | 1982 | 1990 | 1999 | 2006 | 2011 | 2016 |
| ---- | ---- | ---- | ---- | ---- | ---- | ---- | ---- | ---- |
| 85   | 72   | 51   | 60   | 55   | 40   | 44   | 54   | 55   |

| 2021 | 2022 | - | - | - | - | - | - | - |
| ---- | ---- | - | - | - | - | - | - | - |
| 60   | 63   | - | - | - | - | - | - | - |

À l'image de nombreuses communes rurales de France, elle a été marquée par l'exode rural. Le Rialet comptait 228 habitants en 1914. Il n'y a plus de commerce sur la commune.

## Économie

### Emploi
|                | 2008  | 2013  | 2018   |
| -------------- | ----- | ----- | ------ |
| Commune        | 8 %   | 9,1 % | 17,2 % |
| Département    | 8,2 % | 9,9 % | 10 %   |
| France entière | 8,3 % | 10 %  | 10 %   |

En 2018, la population âgée de 15 à 64 ans s'élève à 29 personnes, parmi lesquelles on compte 58,6 % d'actifs (41,4 % ayant un emploi et 17,2 % de chômeurs) et 41,4 % d'inactifs,. En  2018, le taux de chômage communal (au sens du recensement) des 15-64 ans est supérieur à celui du département et de la France, alors qu'en 2008 la situation était inverse.
La commune fait partie de la couronne de l'aire d'attraction de Castres, du fait qu'au moins 15 % des actifs travaillent dans le pôle,. Elle compte 7 emplois en 2018, contre 8 en 2013 et 8 en 2008. Le nombre d'actifs ayant un emploi résidant dans la commune est de 13, soit un indicateur de concentration d'emploi de 53,9 % et un taux d'activité parmi les 15 ans ou plus de 34 %.
Sur ces 13 actifs de 15 ans ou plus ayant un emploi, 4 travaillent dans la commune, soit 31 % des habitants. Pour se rendre au travail, 61,5 % des habitants utilisent un véhicule personnel ou de fonction à quatre roues, 7,7 % les transports en commun, 23,1 % s'y rendent en deux-roues, à vélo ou à pied et 7,7 % n'ont pas besoin de transport (travail au domicile).

### Activités hors agriculture
4 établissements sont implantés  au Rialet au 31 décembre 2019.
Le secteur du commerce de gros et de détail, des transports, de l'hébergement et de la restauration est prépondérant sur la commune puisqu'il représente 50 % du nombre total d'établissements de la commune (2 sur les 4 entreprises implantées  au Le Rialet), contre 26,7 % au niveau départemental.

### Agriculture
|               | 1988 | 2000 | 2010 | 2020 |
| ------------- | ---- | ---- | ---- | ---- |
| Exploitations | 6    | 3    | 3    | 4    |
| SAU (ha)      | 136  | 100  | 178  | 194  |

La commune est dans la Montagne Noire, une petite région agricole située dans le sud du département du Tarn. En 2020, l'orientation technico-économique de l'agriculture  sur la commune est l'élevage bovin, orientation mixte lait et viande. Quatre exploitations agricoles ayant leur siège dans la commune sont dénombrées lors du recensement agricole de 2020 (six en 1988). La superficie agricole utilisée est de 194 ha,,.

## Culture locale et patrimoine

### Lieux et monuments
- Église de la Nativité-de-Notre-Dame du Rialet. L'Église est dédiée à la Nativité de la Sainte Vierge, célébrée le 8 septembre. C'est un bâtiment de charme datant du XIXe siècle, jadis surmonté d'un clocher à flèche détruit par la foudre peu de temps après sa construction.

Ce bâtiment a remplacé une église plus petite entourée d'un cimetière.
Seule subsiste une cloche du XVIe siècle.
- Stèle du Corps Franc du SIDOBRE, en granit, inaugurée le 10 mai 1980

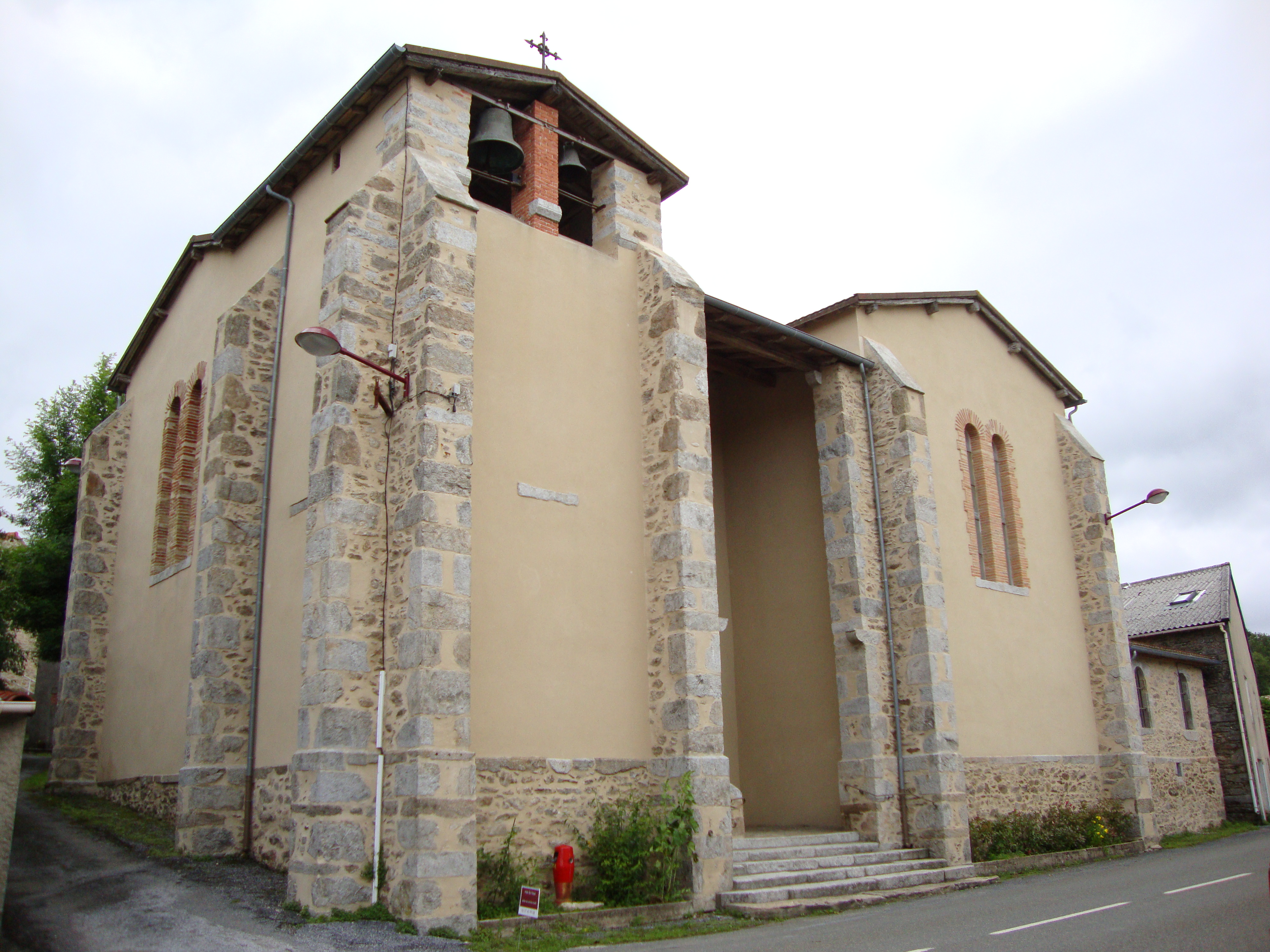
Église Notre-Dame-de-la-Nativité du Rialet.
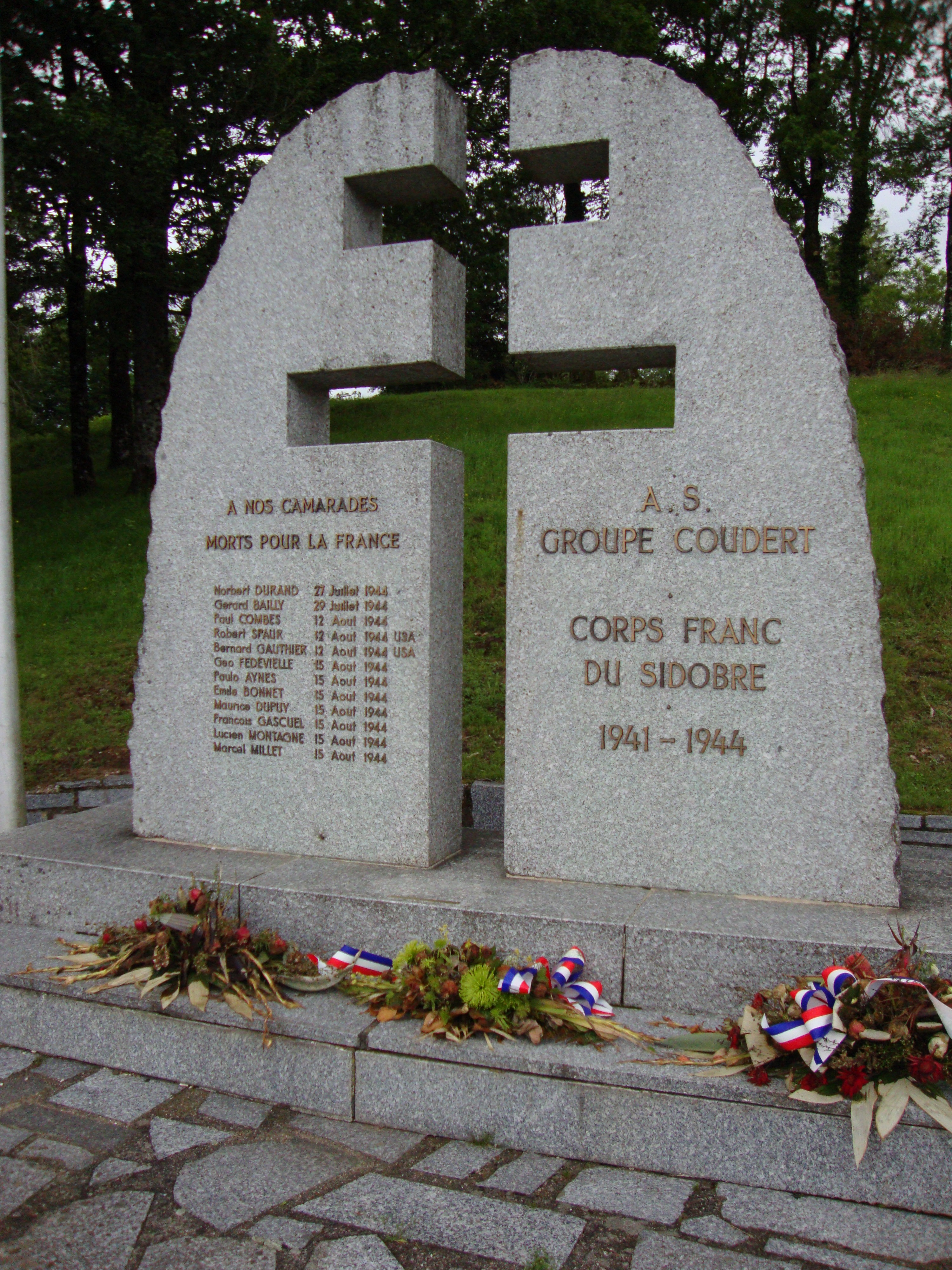
Stèle du Corps Franc du SIDOBRE.
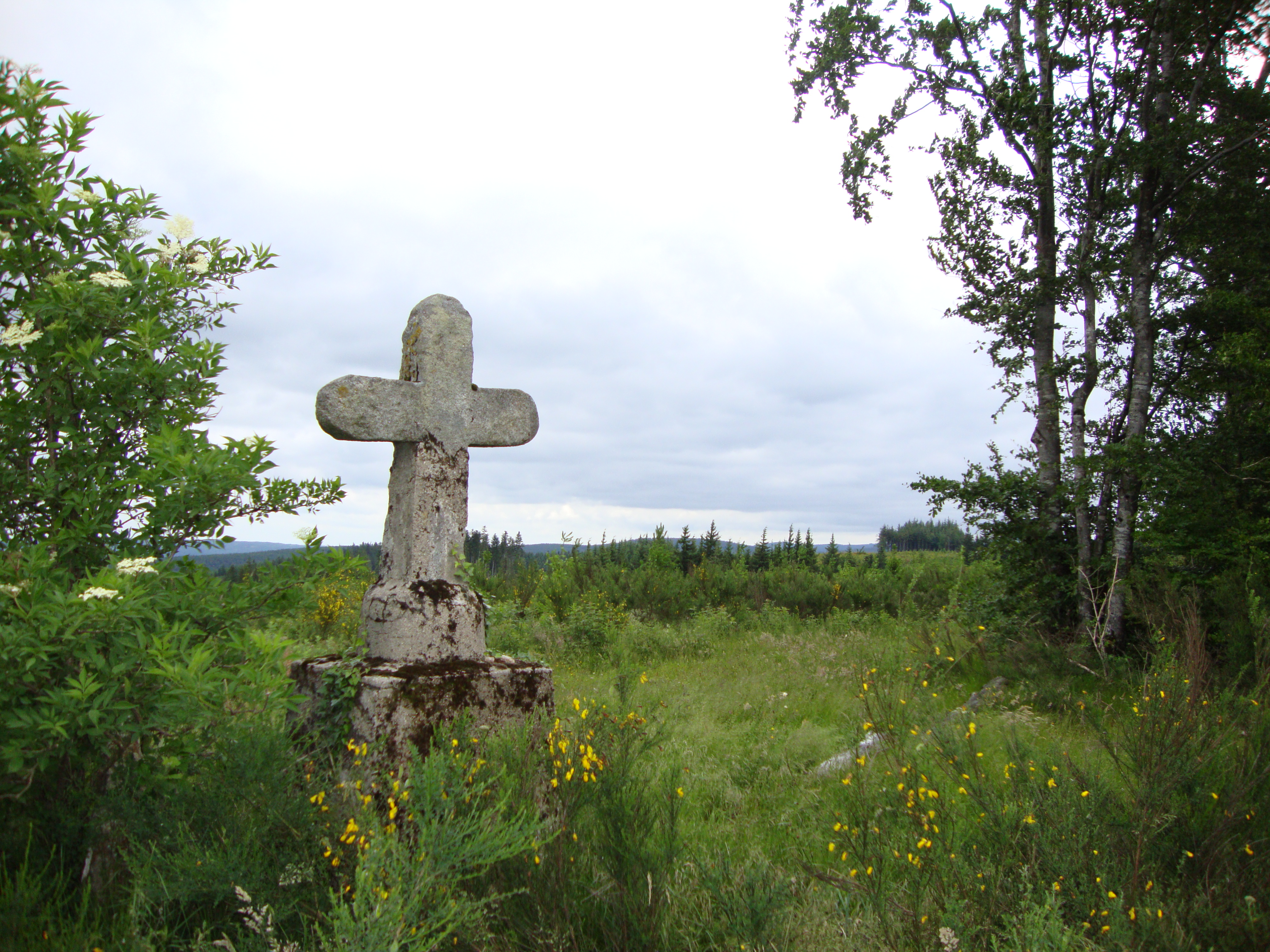
Une croix en forêt.
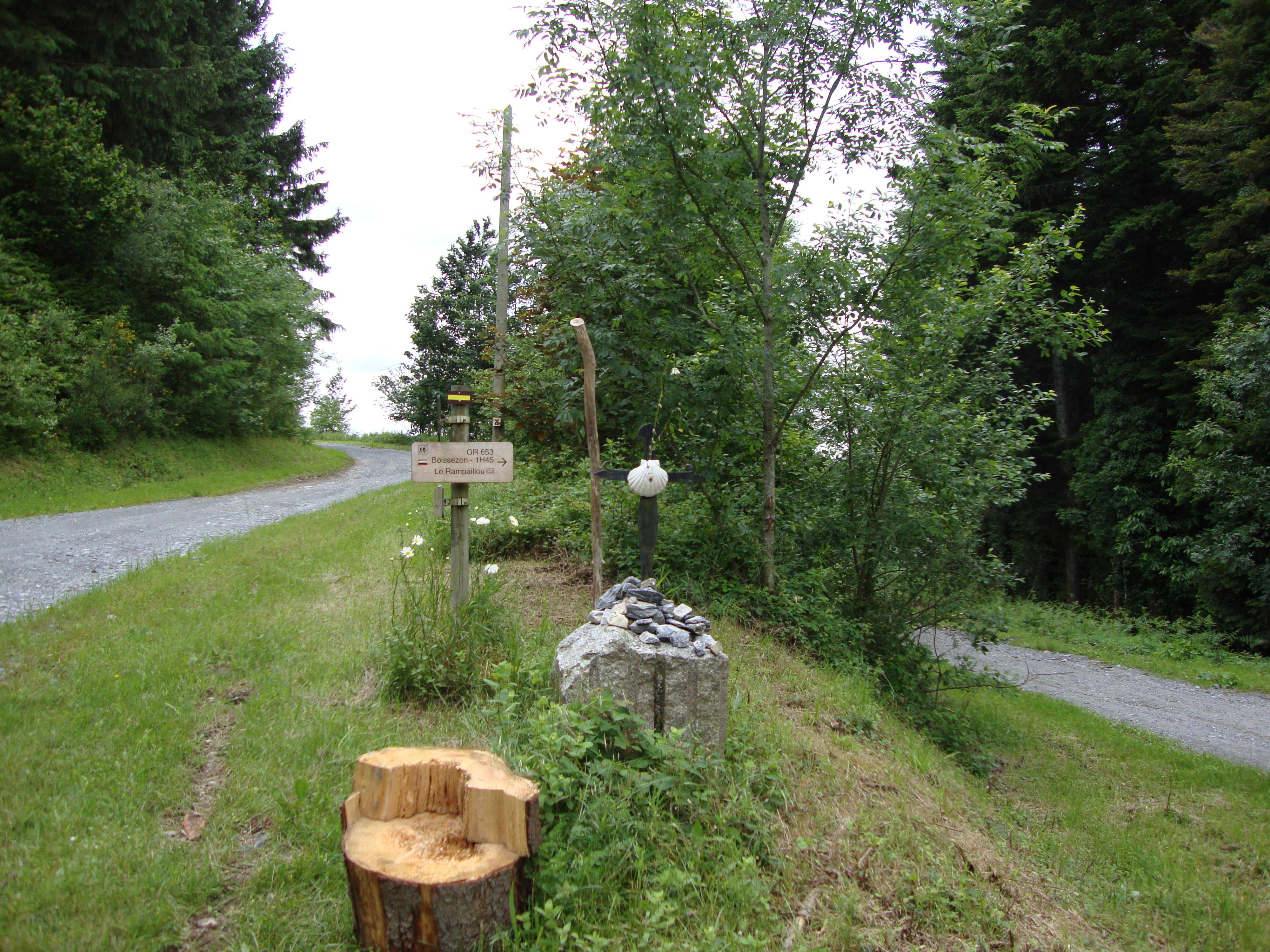
GR 653 (Via Tolosane), balisage jacquaire.

### Personnalités liées à la commune
Famille Schabaver.
Ignace Schabaver (1834-1911), industriel d'origine alsacienne acquiert vers 1880 un domaine au Rialet. Il sort major de l'école des Arts-et-Métiers de Châlons (les « gadzarts ») et épouse la fille d'un industriel de Castres, Nestor Delpech, dont il reprit l'entreprise. Associé à son collègue Fourès, il met au point une série de pompes centrifuges et la turbine Fontaine, avec succès, puisque les villes de Narbonne, Monaco, les aciéries du Saut du Tarn furent équipées par ses soins.
Son fils, Paul Schabaver (1869-1934) reprit l'entreprise et fut maire du Rialet. L'entreprise Schabaver de Castres a été vendue par la famille après la Seconde Guerre mondiale. Sous la dénomination Schabaver puis Weir Minerals France en 1998, poursuivant la même activité : la fabrication de pompes à liquides chargés. Fin 2014, le groupe Weir Minerals a décidé de déménager les activités de Castres en Écosse entraînant la fermeture définitive du site de Castres actif depuis plus d'un siècle.
Famille Pech.
Cette famille de hauts magistrats succéda par alliance aux Schabaver. Jean Pech (1900-1985), officier de la légion d'honneur, fut procureur général près la cour d'appel de Bourges. Son fils, Jean-Pierre Pech, né en 1936, commandeur de la légion d'honneur, ancien premier Président de la Cour d'appel d'Aix en Provence, est Mainteneur de l'Académie des Jeux Floraux de Toulouse.

## Pour approfondir